# Leichtathletik-Europameisterschaften 1990/Marathon der Männer

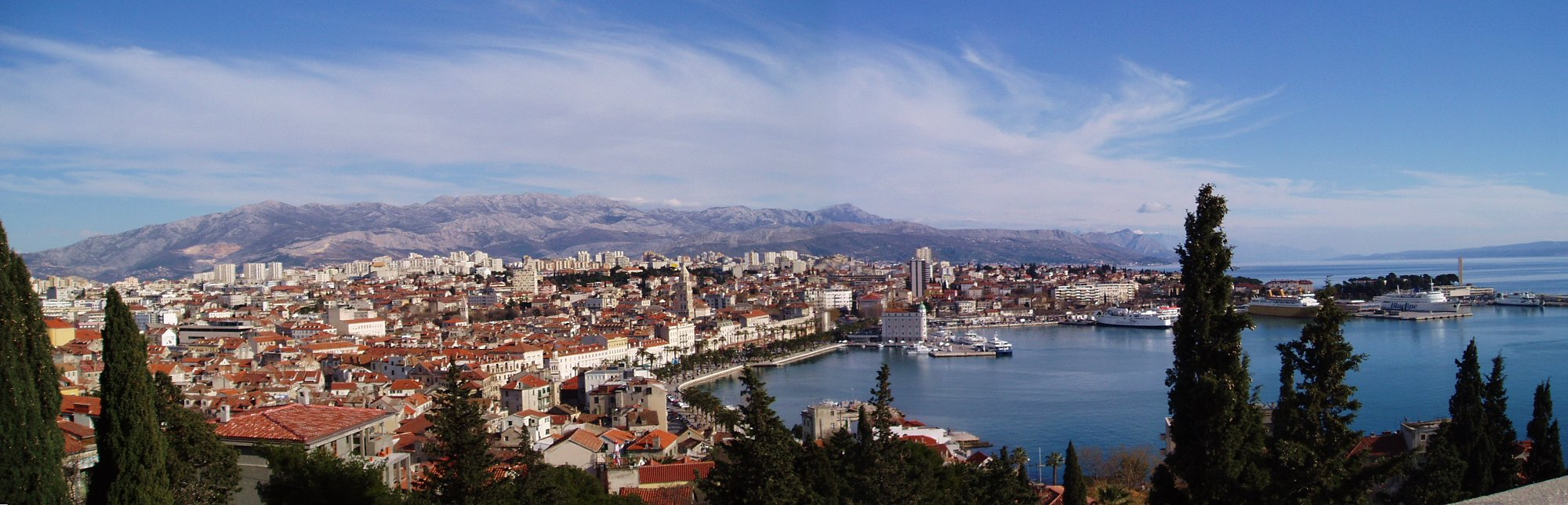
Panoramablick auf Split im Jahr 2006

Der Marathonlauf der Männer bei den Leichtathletik-Europameisterschaften 1990 fand am 1. September 1990 in Split, Jugoslawien, statt.
Es gab einen italienischen Doppelsieg. Gelindo Bordin gewann das Rennen in 2:14:02 h. Vizeeuropameister wurde Pier-Giovanni Poli vor dem Franzosen Dominique Chauvelier.

## Bestehende Rekorde / Bestleistungen
Anmerkung:
Rekorde wurden damals im Marathonlauf und Straßengehen wegen der unterschiedlichen Streckenbeschaffenheiten mit Ausnahme von Meisterschaftsrekorden nicht geführt.
| Weltbestzeit             | Belayneh Dinsamo | 2:06:50 h | Rotterdam-Marathon 1988 | 17. April 1988  |
| Europäische Bestleistung | Carlos Lopes     | 2:07:12 h | Rotterdam-Marathon 1985 | 20. April 1985  |
| Meisterschaftsrekord     | Gelindo Bordin   | 2:10:54 h | EM in Stuttgart         | 30. August 1986 |

Der bestehende EM-Rekord wurde bei diesen Europameisterschaften nicht erreicht. Mit seiner Siegerzeit von 2:14:02 h blieb der italienische Europameister Gelindo Bordin 3:08 min über dem Rekord. Zur Europabestzeit fehlten ihm 6:50 min, zum Weltrekord 7:12 min.

## Ergebnis

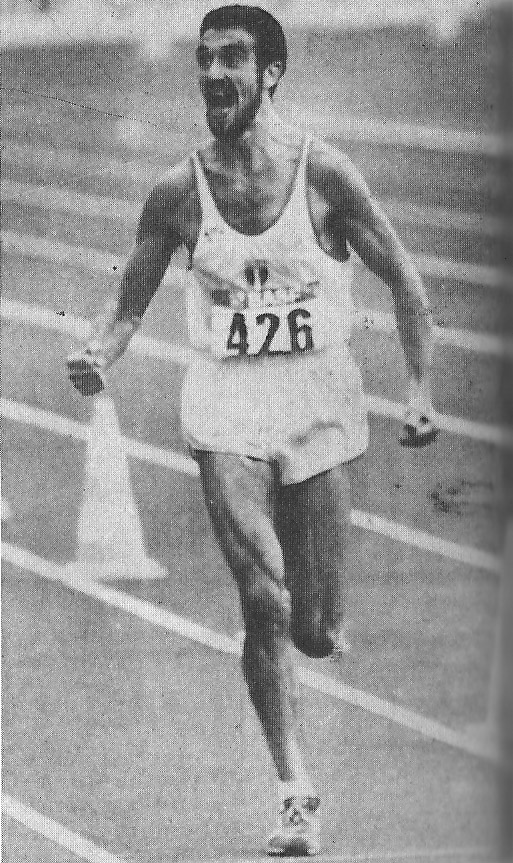
Europameister Gelindo Bordin

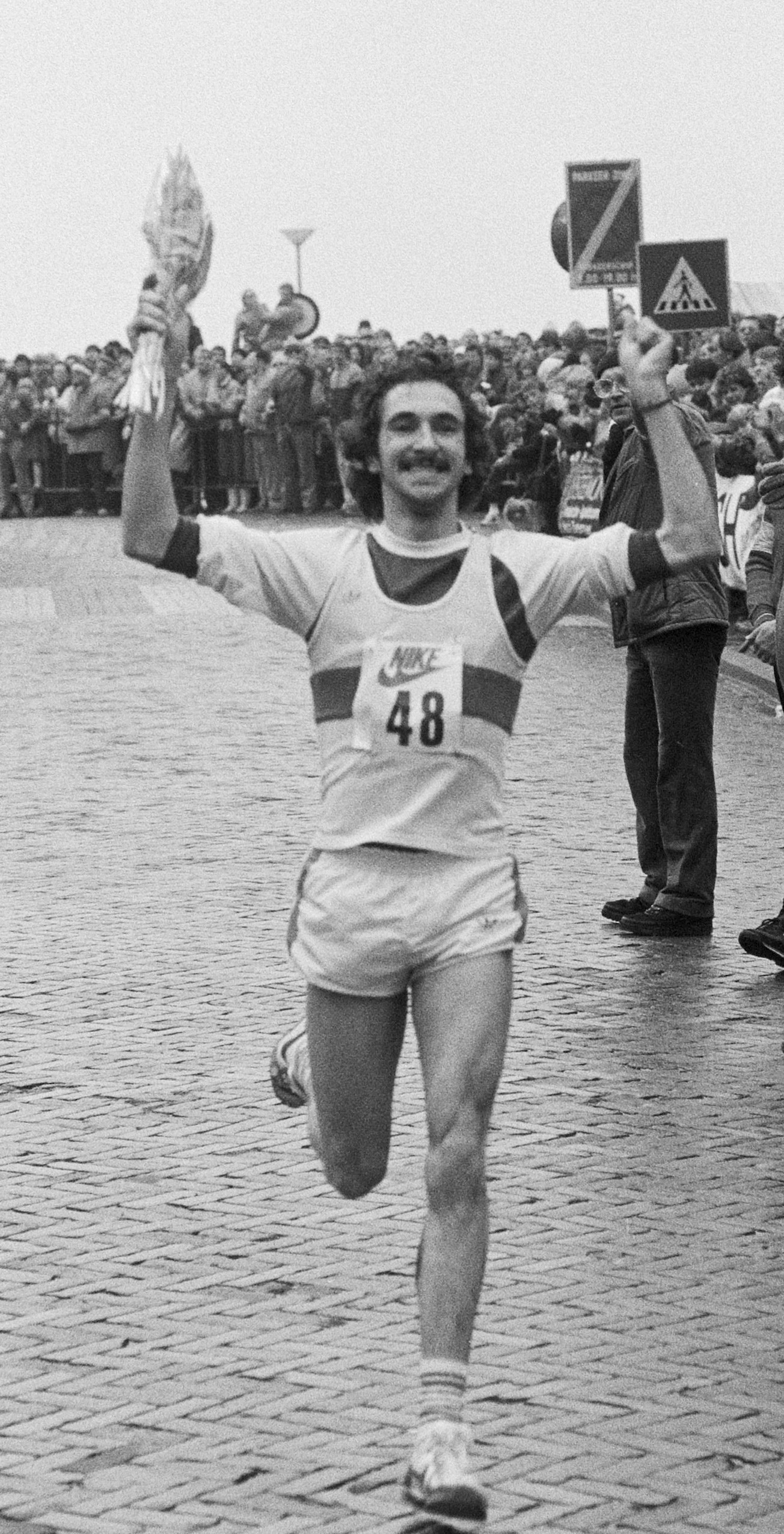
Marti den Kate – Platz vierzehn

| Platz | Athlet                 | Land             | Zeit (h) |
| ----- | ---------------------- | ---------------- | -------- |
|       | Gelindo Bordin         | Italien          | 2:14:02  |
|       | Gianni Poli            | Italien          | 2:14:55  |
|       | Dominique Chauvelier   | Frankreich       | 2:15:20  |
| 04    | Salvatore Bettiol      | Italien          | 2:17:45  |
| 05    | José Esteban Montiel   | Spanien          | 2:17:51  |
| 06    | Geoff Wightman         | Großbritannien   | 2:18:01  |
| 07    | Karel David            | Tschechoslowakei | 2:18:05  |
| 08    | Manuel Matias          | Portugal         | 2:18:52  |
| 09    | Konrad Dobler          | BR Deutschland   | 2:19:36  |
| 10    | Juan Francisco Romera  | Spanien          | 2:19:58  |
| 11    | Csaba Szűcs            | Ungarn           | 2:20:48  |
| 12    | Mirko Vindiš           | Jugoslawien      | 2:21:05  |
| 13    | Rustam Schagijew       | Sowjetunion      | 2:21:49  |
| 14    | Marti ten Kate         | Niederlande      | 2:21:55  |
| 15    | Roy Dooney             | Irland           | 2:22:58  |
| 16    | William Vanhuylenbroek | Belgien          | 2:24:23  |
| 17    | Savo Alempić           | Jugoslawien      | 2:25:50  |
| 18    | Rainer Wachenbrunner   | DDR              | 2:26:10  |
| 19    | John Fitzgerald        | Irland           | 2:28:11  |
| 20    | Rawil Kaschapow        | Sowjetunion      | 2:28:49  |
| 21    | Helmut Schmuck         | Österreich       | 2:30:28  |
| 22    | Eddy Hellebuyck        | Belgien          | 2:32:23  |
| 23    | Dick Hooper            | Irland           | 2:32:36  |
| DNF   | Jakow Tolstikow        | Sowjetunion      |          |
| DNF   | Spyros Andriopoulos    | Griechenland     |          |
| DNF   | Jan Huruk              | Polen            |          |
| DNF   | Justin Gloden          | Luxemburg        |          |
| DNF   | Joaquim Pinheiro       | Portugal         |          |
| DNF   | Christos Papahristos   | Griechenland     |          |
| DNF   | Vicente Antón          | Spanien          |          |
| DNF   | Pascal Zilliox         | Frankreich       |          |
| DNF   | Roland Wille           | Liechtenstein    |          |
| DNF   | Gerard Nijboer         | Niederlande      |          |
| DNF   | Tibor Baier            | Ungarn           |          |
| DNF   | Peter Dall             | Dänemark         |          |
| DNF   | Juvenal Ribeiro        | Portugal         |          |
| DNF   | John Vermeule          | Niederlande      |          |

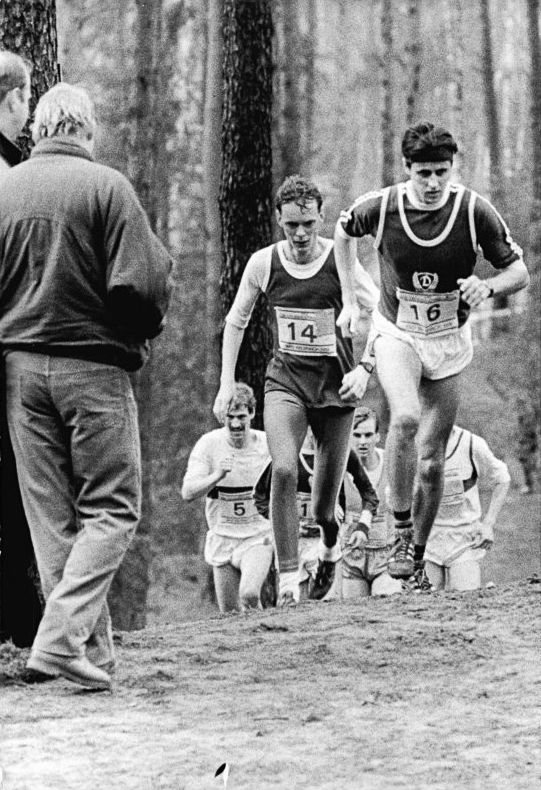
Rainer Wachenbrunner (rechts) – Platz achtzehn
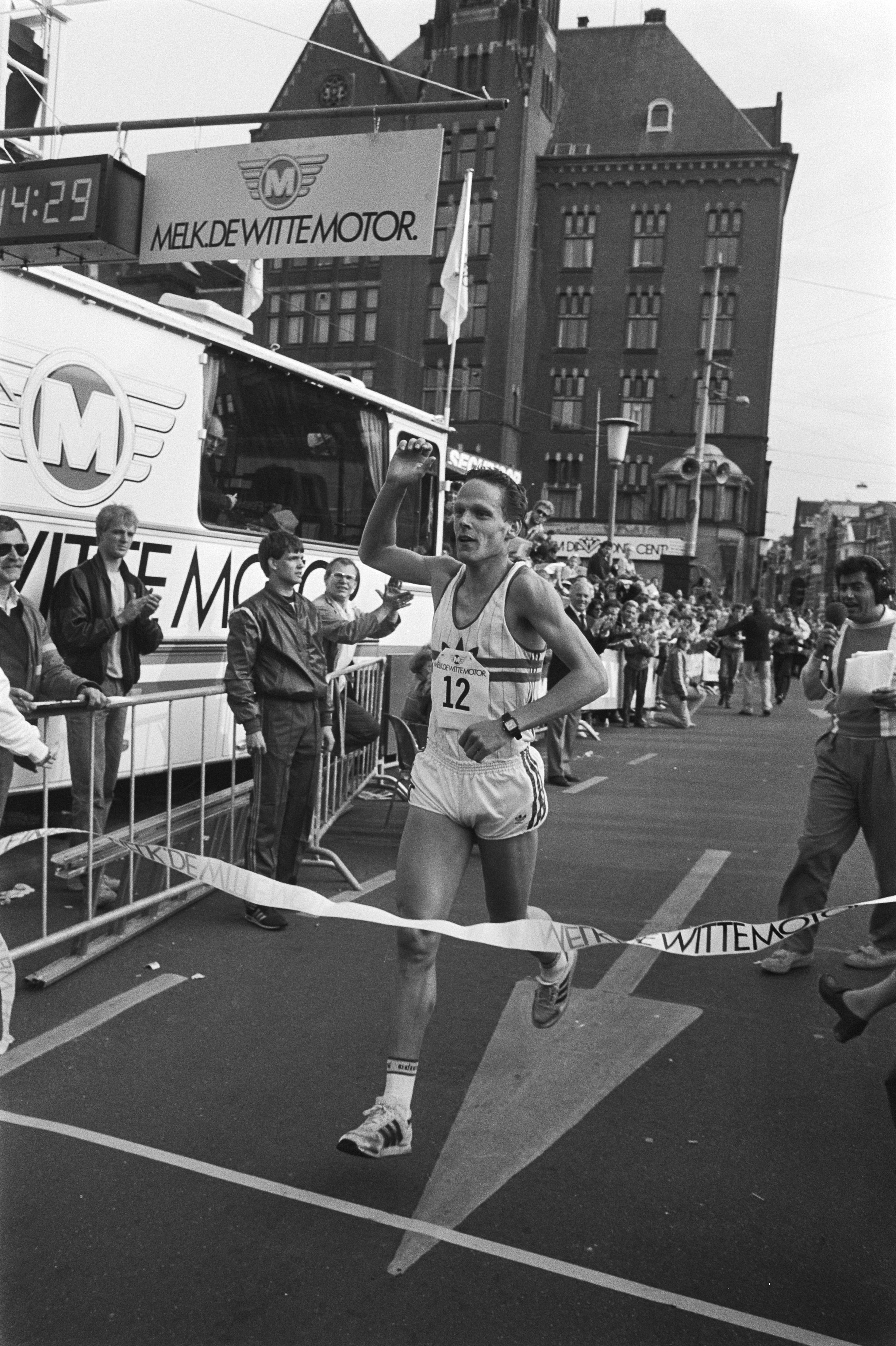
Gerard Nijboer – Rennen nicht beendet